# Niels Lykke (officer)
 Der er flere personer med dette navn, se Niels Lykke. (Se også artikler, som begynder med Niels Lykke)
Niels Lykke (død omtrent 1683) var en dansk officer, søn af Jacob Lykke til Torp og Tandrup og Sophie Rud. 
Om hans ungdom er intet bekendt, men hans senere livsbane lader formode, at han har forsøgt sig i udenlandsk krigstjeneste, skønt hans første optræden her hjemme, som sekretær i kancelliet 1624-25, er såre fredelig. Først 1628 blev han kornet ved det sjællandske kompagni af rostjenesten og 1633 løjtnant ved samme. Året efter købte han Harrestedgård og ægtede så Helle Holgersdatter Ulfstand, efter hvis tidlige død han fik Margrethe Nielsdatter Vind, der døde 1641 i sin første barselseng, 27 år gammel. 1642 nævnes han ritmester, men han synes ikke at have taget synderlig del i den påfølgende krig, da han alt i februar 1644 var i svensk fangenskab. Strax efter krigen, 21. september 1645, giftede han sig med Magdalene Henriksdatter Gyldenstjerne, ved hvilket ægteskab han senere blev ejer af Elvedgård på Fyn. Ved rostjenestens omordning 1651 blev han chef for et af de 3 jyske kompagnier og beskikkedes 1654 til oberstvagtmester til hest i Jylland. 
Ved krigens udbrud 1657 fik han bestalling som oberstløjtnant til hest under oberst Christoffer Hvas, men udnævntes 24. juli samme år til kommandant på Kronborg, fra hvilken stilling han alt 16. oktober efter ansøgning blev afskediget; formodentlig har han slet ikke tiltrådt den, thi han synes at være forbleven i Jylland, hvor han i august blev beordret til at rejse den menige befolkning til landets forsvar og fik anvist egnene nord for Limfjorden til løbeplads. Her blev han ud på efteråret fangen af de fremrykkende svenske tropper, og da han kom løs, var han en ruineret mand, i det hans hovedgårde vare blevne hårdt medtagne i krigen. Han blev vel oberst for den jyske og fynske rostjeneste og opholdt sig i København under souverænitetens indførelse, men han måtte strax efter sælge Harrested og trak sig snart efter tilbage til Elved, hvor han forgæves søgte om tilladelse til at gøre opbud og siden kun ved idelige salg og pantsættelser af gårdens tilliggende fristede livet. Han døde, vistnok 1683, på Skovsbo, af hvilken gård han efter sin hustrus moder var bleven medejer.